# طرفية حاسوب
طرفية الحاسوب (بالإنجليزية: Computer Terminal) هو جهاز إلكتروني أو جهاز كهروميكانيكي متصل بحاسوب أو نظام حاسوبي، ويستخدم لإدخال البيانات إليه أو لعرضها منه.
الطرفيات البدائية كانت أجهزة أشبه شكلا بآلات الطباعة، بمجموعة من الأزرار للإدخال أشبه بلوحة المفاتيح، وكانت تطبع المخرجات أو البيانات على ورق، وكانت غير مكلفة ولكنها بطيئة جداً مقارنةً مع البطاقات المثقّبة والأشرطة الورقية المثقّبة كآليات لإدخال البيانات، ومع تقدم التقنية واختراع أجهزة العرض، إضمحلت تلك الأشكال القديمة وحلت محلها طرفيات تظهر البيانات على شاشة. تشغّل الحواسيب الشخصية الأحدث برامج تحاكي وظائف الطرفية متيحة إمكانية التعامل مع برامج مخزنة على الحاسوب الوصول إلى حاسوب بعيد، ولكن تظل وظيفة طرفية الحاسوب تقتصرعلى عرض وإدخال البيانات دون دور في معالجة البيانات. أما الأجهزة التي يمكن برمجتها إلى حد ما؛ لأداء بعض المهام، فتسمى «طرفيات ذكية» أو طرفيات رفيعة.

## تاريخ

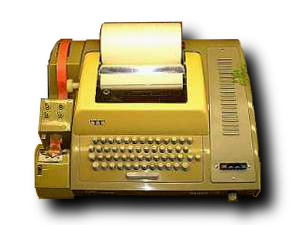
طابعة لاسلكية (فاكس) نوع تِلتايب رقم 33 ASR، يمكن أن تستخدم كطرفية

إن أول طرفية قابلة للبرمجة تم العمل بها وكانت كحاسوب رقمي تلقائي متكامل هو Z3 ، والذي احتوى على لوحة مفاتيح وعمود من المصابيح لإظهار النتائج.

### الطرفيات الورقية
لقد كانت طرفيات المستخدم البدائية المتصلة بالحواسيب عبارة عن فاكسات إلكتروميكانيكية تستخدم بشكل أساسي في التراسل مثل فاكس ASR رقم 33. ثم تم تطوير طرفيات طباعية أخرى مثل DECwriter . ومع هذا فكانت الطرفيات الطباعية محدودة بالسرعة التي يمكن خلالها طبع الورق، مع العلم أن طباعة كل شيء وتسجيله على الورق هو أمر غير ضروري في الاستخدام التفاعلي.
وفي بدايات السبعينات، العديد من العاملين في صناعة الحواسيب لاحظوا أن طرفية إدخال بيانات فيديو يمكن أن تحل محل الكروت المثقّبة وتتيح استخدامات جديدة للحواسيب التي ستكون عندها أكثر فاعلية. ولكن المشكلة كانت بأن كمية الذاكرة المطلوبة لتخزين المعلومات على ورقة نصية متقاربة من ذاكرة الحواسيب الصغيرة ذات النهاية المنخفضة والتي كانت موجودة آنذاك. وكذلك فإن عرض المعلومات بسرعة الفيديو الطبيعية كان تحدياً.ثم قامت أحد الشركات بعرض خطط لبناء طرفية تدعم الفيديو مقابل 15,000$ وقوبلت بطلبات كثيرة، ولكنها فشلت عندما أثبتت خططهم الهندسية والتي تشمل صناعة برمجيات خاصة بهم أنها طموحة للغاية (وغير قابلة للتطبيق).
اقتراح آخر قريب من الحل تضمن استخدام ذواكر قرصية، وهي أقراص متخصصة بها أنابيب يمر خلالها أشعة كاثود (وتسمى بالإنجليزية CRT) تحتفظ هذه الأقراص بالمعلومات المكتوبة دون الحاجة للتحديث ومطورة من قبل شركة تِكترونيكس.
تم إعلان طرفية Datapoint 3300 من قبل شركة طرفيات الحاسوب (داتابوينت Datapoint) عام 1967 وتم شحنها عام 1969، وبهذا تكون واحدة من أولى الطرفيات الفريدة المبنية على العرض (الفيديو). وتم حل مشكلة مساحة الذاكرة المذكورة من خلال استخدام تصميم مسجل رقمي مزدوج وباستخدام 72 عامود (في الورقة البيانية) فقط بدلاً من الخيار الذي انتشر بعد ذلك باستخدام 80 عامود.

### أوائل طرفيات الفيديو
لُقِّبت أوائل الحواسيب العارضة للفيديو بـ (glass Teletypes) أو وحدات العرض البصرية (VDUs) واستخدمت بوابات منطقية فردية، بدون معالج (CPU) أو رقائق LSI البدائية، ومع ذلك فقد أصبحت بسرعة كأجهزة إدخال وإخراج شائعة بشكل كبير في أنواع مختلفة عديدة من أنظمة الحاسوب.

### الطرفيات الذكية

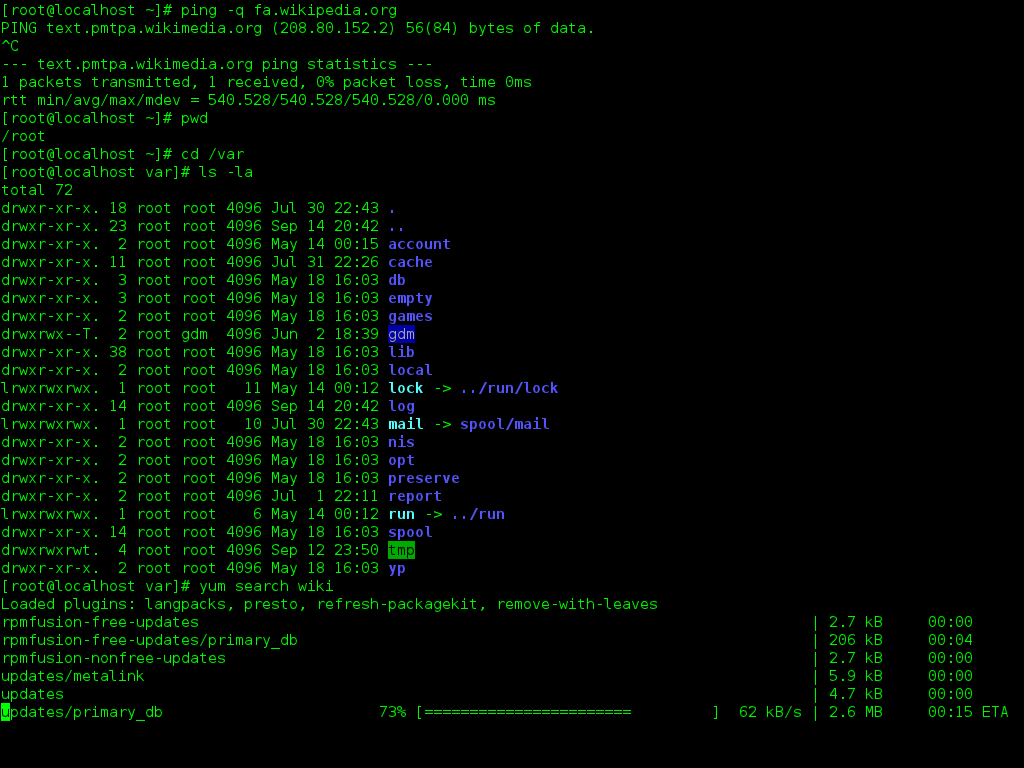
صورة لشاشة جهاز حاسوب حديث يشغل محاكي طرفية

الطرفيات الذكيّة تقوم بمعالجتها الخاصة، عادة تكون مزودة بمعالج صغير (microprocessor)، ولم تقم جميع الطرفيات ذات المعالجات الصغيرة بمعالجة فعلية للدخل، حيث كان على الحاسوب الرئيسي والذي يجب أن يرتبط معها أن يستجيب بسرعة لكل ضغطة زر. إن مصطلح ذكي يعود تاريخه هنا لعام 1969.
أمثلة عملية تتضمن جهازي IBM 2250 و IBM 2260 وهم الأجيال السابقة لـ  IBM 3270 والذين طُرحوا مع نظام 360 (الخاص بـ IBM) عام 1964 .
وللتكلم عن  IBM 3270، و DEC VT100 (عام 1978)، يمكن للمستخدم والمبرمج ملاحظة مزايا ملحوظة في تطورات تقنية VDU (طرفيات الفيديو)، ومع ذلك لم يستخدم جميع المبرمجين مزايا الطرفيات الجديدة (حيث سمحت الطرفيات المتوافقة مع الإصدارات السابقة في VT100 ولاحقاً Televideo ، بالإضافة للطرفيات البكماء "dumb terminals"  بالاستمرار في استخدام برمجيات قديمة).
بعض «الطرفيات البكماء» كانت قادرة على الاستجابة للقليل من حلقات الخروج (والمعروفة في البرمجة) بدون الحاجة لمعالجات صغيرة، حيث استخدمت العديد من لوائح دارات مطبوعة مع دارات مدمجة.